# Les Allées sombres
Les Allées sombres (en russe : Тёмные аллеи) est un recueil de 11 nouvelles d'Ivan Bounine, paru à New York en 1943, puis dans une version augmentée qui compte 38 nouvelles, à Paris, en 1946. Une nouvelle édition, publiée de façon posthume en 2008, s'augmente de deux nouvelles supplémentaires.

## Historique
Le recueil naît par vagues espacées de novembre 1937 à décembre 1938, puis en 1940, et à partir du printemps 1942 jusqu'en 1944.  Quelques textes sont achevés dans l'année qui suit la fin de la Deuxième Guerre mondiale. 
Bounine considérait ce livre comme le meilleur qu'il ait écrit.
Il fait partie des 100 livres pour les élèves en fédération de Russie (no 20) .

## Thèmes
Les deux principaux thèmes de ce recueil sont l'amour et la femme. Les amours s'apparentent souvent à des passions fulgurantes. De grandes amours embrasent l'existence et la nostalgie s'empare de l'être quand elles s'évanouissent ; ce leitmotiv revient dans quelques nouvelles, dont Roussia. Le portrait des femmes, opéré par le truchement de la pensée et du regard d'un homme épris tantôt jusqu'à la folie, tantôt jusqu'au viol, structure des textes saturés d'un désir charnel enflammé.
Également poète, Ivan Bounine a tout au long de son œuvre, écrit des nouvelles d'une rare intensité, où les descriptions de la nature évoquent le cœur même de la Russie. 

## Liste des nouvelles[3]

### Première partie
- Les Allées sombres («Тёмные аллеи»), le 20 octobre 1938.
- Le Caucase («Кавказ»), le 12 novembre 1937.
- Ballade («Баллада»), le 3 février 1938.
- Stiopa («Стёпа»), le 5 octobre 1938.
- Muse («Муза»), le 17 octobre 1938.
- Heure tardive («Поздний час»), le 19 octobre, 1938.

### Deuxième partie
- Roussia («Руся»), le 27 septembre 1940.
- Une beauté («Красавица»), le 28 septembre 1940.
- L'Idiote («Дурочка»), le 28 septembre, 1940.
- Antigone («Антигона»), le 2 octobre 1940.
- La Smaradgite («Смарагд»), le 3 octobre 1940.
- Le Visiteur («Визитные карточки»), le 5 octobre 1940.
- Les Loups («Волки»), le 7 octobre 1940.
- Les Cartes de visite («Баллада»), 1946.
- Zoé et Valérie («Зойка и Валерия»), le 13 octobre 1940.
- Tania («Таня»), le 22 octobre 1940.
- À Paris («В Париже»), le 26 octobre 1940.
- Galia Ganskaïa («Галя Ганская»), le 28 octobre 1940.
- Heinrich («Генрих»), le 10 novembre 1940.
- Nathalie («Натали»), le 4 avril 1941.

### Troisième partie
- Dans une rue que je connais («В одной знакомой улице»), le 25 mars, 1944.
- La Guinguette au bord du fleuve («Речной трактир»), le 27 octobre, 1943.
- Commère («Кума»), le 25 septembre, 1943.
- Le Début («Начало»), le 23 octobre, 1943.
- « La Chênaie »  (««Дубки»»), le 30 octobre 1943.
- Mademoiselle Clara (««Барышня Клара»»), le 17 avril, 1944.
- Le « Madrid » («Мадрид»), le 26 avril, 1944.
- Un deuxième café («Второй кофейник»), le 30 avril, 1944.
- Pelage de fer (««Железная Шерсть»»), le 1er mars, 1944.
- Un automne froid («Холодная осень»), le 3 mars, 1944.
- Le Vapeur « Saratov » («Пароход «Саратов»), le 16 mars 1944.
- Le Corbeau («Ворон»), le 18 mars 1944.
- Camargue («Камарг»), le 23 mars 1944.
- Cent roupies («Сто рупий»), le 24 mars 1944.
- Une vengeance («Месть»), le 13 juin, 1944.
- L'Escarpolette («Качели»), le 10 avril, 1945.
- Premier lundi du Carême («Чистый понедельник»), le 12 mars 1944.
- L'Oratoire («Часовня»), le 2 juillet 1944.
- Un printemps en Judée («Весной, в Иудее»), 1946.
- Une longue nuit («Ночлег»), le 23 mars 1949.